# Jan Bartošek
Jan Bartošek (ur. 10 listopada 1971 w Igławie) – czeski polityk, pedagog i samorządowiec, działacz Unii Chrześcijańskiej i Demokratycznej – Czechosłowackiej Partii Ludowej (KDU-ČSL), deputowany, wiceprzewodniczący Izby Poselskiej.

## Życiorys
Studiował na wydziale rolniczym Uniwersytetu Południowoczeskiego w Czeskich Budziejowicach oraz na Czeskim Uniwersytecie Przyrodniczym w Pradze. Specjalizował się w zakresie dramaterapii na Uniwersytecie Palackiego w Ołomuńcu. Pracował jako terapeuta we wspólnocie terapeutycznej w miejscowości Dačice, gdzie zajmował się pacjentami z uzależnieniami. Został wiceprzewodniczącym sekcji wspólnot terapeutycznych w stowarzyszeniu organizacji pozarządowych (A.N.O.), a także wykładowcą na Uniwersytecie Palackiego i na VŠPJ (politechnice w Igławie).
W 2006 wstąpił do Unii Chrześcijańskiej i Demokratycznej – Czechosłowackiej Partii Ludowej, w 2011 został wiceprzewodniczącym tego ugrupowania. W 2010 uzyskał mandat radnego miejscowości Dačice, pełnił funkcję zastępcy burmistrza. W 2016 został radnym kraju południowoczeskiego (ponowny wybór w 2020). W 2013 uzyskał mandat deputowanego do Izby Poselskiej. W 2014 objął funkcję wiceprzewodniczącego tej izby. Pełnił ją do końca kadencji w 2017, uzyskując w tymże roku poselską reelekcję. W 2017 został przewodniczącym klubu deputowanych KDU-ČSL.
W marcu 2019 bez powodzenia ubiegał się o przywództwo w partii, pozostając w składzie jej władz krajowych. Ponownie bezskutecznie kandydował na przewodniczącego KDU-ČSL w nowych wyborach, które wyznaczono na styczeń 2020, gdy z przyczyn rodzinnych swoją rezygnację złożył Marek Výborný. Utrzymał następnie stanowisko jednego z zastępców przewodniczącego partii. W 2021 został wybrany na deputowanego na kolejną kadencję, ponownie został w tymże roku jednym z wiceprzewodniczących Izby Poselskiej.

## Życie prywatne
Jan Bartošek jest żonaty, ma dwoje dzieci.